# (467131) 2016 EC77
(467131) 2016 EC77 es un asteroide perteneciente al cinturón de asteroides, descubierto el 9 de febrero de 2005 por el equipo Spacewatch desde el Observatorio Nacional de Kitt Peak (Arizona, Estados Unidos).